# Psychoda usitata
Psychoda usitata és una espècie d'insecte dípter pertanyent a la família dels psicòdids.

## Depredadors
És depredat per Atomosia puella, Atomosia tibialis, Cerotainia albipilosa, Holcocephala abdominalis i Holcocephala calva.

## Distribució geogràfica
Es troba a Mèxic: Chiapas.